# Khalid Al-Temawi
Khalid Al-Temawi (خالد عبد الرحمن التيماوي الشمري; Ha'il, 19 aprile 1969) è un ex calciatore saudita, di ruolo centrocampista.

## Palmarès

### Nazionale
- Coppa d'Asia: 1

1996